# 刘恕 (历史学家)
劉恕（1032年—1078年），字道原，一作道源，筠州高安（今江西高安）人。

## 生平
其父劉渙與歐陽修同年進士。劉恕生於宋仁宗明道元年（1032年），少穎悟，過目成誦，八歲時家有客人说孔子没兄弟，劉恕舉出《论语》“以其兄之子妻之”一句以对，在座皆驚。皇祐元年（1049年）舉進士，初任邢州鉅鹿縣主簿，遷升晉州和川縣令，歷官祕書丞。劉恕篤好史學，治平三年（1066年）四月，成為《資治通鑑》編修班底，升迁为著作佐郎，专在史局修书。司馬光編《通鑑》，遇紛錯難治者，常要詢問劉恕。劉恕本人博聞強記，自《史記》以下諸史，旁及私記雜說，無所不覽。協修者除劉恕外，還有劉攽、范祖禹等人，以劉恕出力最多；全祖望作《通鑑分修諸人考》說道：“溫公平日服膺道原，其通部義例，多從道原商榷；故分修雖止五代，而實係全局副手。”並考證出劉恕負責五代史部份（歷來有不同的說法，一說是三國兩晉南北朝部分；也有說是自南北朝至隋的長編）。
熙寧九年（1078年）秋，從洛陽返回高安途中，一路苦寒，又聞母病故，得風攣疾，右手右腳癱廢，“苦学如故，少闲，辄修书，病亟乃止。”元丰元年（1078年）九月病逝，官至祕書丞，年僅四十七歲。其父刘涣将他葬於星子城西。元祐八年（1092年）十一月，劉羲仲迁葬于江州德化县（今九江市）之龙泉。黃庭堅撰道原墓銘，稱其“博極羣書，以史學擅名一代。……平生所著書五十四卷者，皆有事實不空言。”
劉恕性狷介，喜抨擊人。但他也曾著書自訟，稱自己平生有“二十失”“十八蔽”，作文以自警，及時反省自己並改過，他這種“自攻其短，不捨秋毫”坦蕩的胸懷，令人肅然起敬。蘇軾將他比作孔融、汲黯，《送劉道原歸覲南康》稱讚其“高節萬仞”。一日王安石告訴蘇軾：“子瞻當重作《三國》書”。東坡辭曰：“某老矣，願舉劉道原自代云。”著有《通鑑外紀》十卷及《十國紀年》四十二卷。有二子，長子劉羲仲，長於史學；次子劉和仲，長於詩文。